# Peter-Michael Kolbe
Peter-Michael Kolbe (født 2. august 1953 i Hamburg, Vesttyskland, død 8. december 2023) var en tysk roer og tredobbelt olympisk sølvvinder.
Han vandt sølv i single-sculler ved både 1976-, 1984- og 1988-legene. Hans store rival var finnen Pertti Karppinen, som han blev besejret af i OL-finalerne i både 1976 og 1984. I 1980 deltog Kolbe dog ikke grundet den vestlige boykot af legene i Moskva, og i 1988 blev han slået i finalen af østtyskeren Thomas Lange.
Mens Kolbe ikke nåede at vinde guldmedaljer i OL-sammenhæng opnåede han større succes ved verdensmesterskaberne. Hele fem gange vandt han guld i single-sculler, hvilket er rekord for denne bådklasse. Ved disse mesterskaber lykkedes det ham flere gange at slå rivalen Karppinen. Han vandt udover de fem guldmedaljer også to sølv- og én bronzemedalje i VM-sammenhæng.

## OL-medaljer
- 1976:  Sølv i single-sculler
- 1984:  Sølv i single-sculler
- 1988:  Sølv i single-sculler

## VM-medaljer
- VM i roning 1975:  Guld i single-sculler
- VM i roning 1978:  Guld i single-sculler
- VM i roning 1979:  Sølv i single-sculler
- VM i roning 1981:  Guld i single-sculler
- VM i roning 1983:  Guld i single-sculler
- VM i roning 1985:  Bronze i single-sculler
- VM i roning 1986:  Guld i single-sculler
- VM i roning 1987:  Sølv i single-sculler